# Люткувка (Лодзинське воєводство)
Люткувка (пол. Lutkówka) — село в Польщі, у гміні Рава-Мазовецька Равського повіту Лодзинського воєводства.
Населення — 51 особа (2011).
У 1975-1998 роках село належало до Скерневицького воєводства.

## Демографія
Демографічна структура станом на 31 березня 2011 року:
|          | Загалом | Допрацездатний вік | Працездатний вік | Постпрацездатний вік |
| -------- | ------- | ------------------ | ---------------- | -------------------- |
| Чоловіки | 25      | 9                  | 13               | 3                    |
| Жінки    | 26      | 8                  | 10               | 8                    |
| Разом    | 51      | 17                 | 23               | 11                   |